# 跨性別追悼日
跨性別追悼日（英語：Transgender Day of Remembrance，TDoR），也称跨性別死難者紀念日，日期為11月20日。它的設立是為了悼念反跨性別憎恨暴力谋杀事件的受害者，并提高对跨性别群体所受暴力的认知度。
跨性别追悼日最早于1999年由跨性别权益运动人士格温多林·安·史密斯发起，以纪念1998年惨遭杀害的跨性别女性丽塔·海斯特。到2010年，跨性别追悼日活动已经遍布20多个国家的185个城市。
跨性别追悼日纪念活动上通常会宣读前一年10月1日至当年9月30日期间去世的人的姓名，还可能有诸如烛光守夜、教堂仪式、游行、艺术展览、视频捐赠和电影放映等活动。GLAAD对此有广泛报道，采访了众多跨性别权益运动人士，还介绍了纽约市LGBT社区中心的活动并且讨论了媒体对跨性别追悼日的报道。

## 历史
丽塔·海丝特（英语：Rita Hester；1963年11月30日-1998年11月28日）是一名美国非裔跨性别女性；她在1998年11月28日于马赛诸塞州奥尔斯顿惨遭谋杀。她的悲剧引起了广泛的悲愤与同情，致使次月4日（周五）举行的烛光守夜有约250人参加。跨性别权益运动人士南希·南格罗尼记录了LGBT社群如何为使当地报纸在报道中尊重逝者的身份与性别而进行抗争。海斯特的去世促使“纪念我们的逝者”网站得以创建，跨性别追悼日得以设立。

## 反响
致力于推行交叉性视角的学者和权益运动人士在承认跨性别追悼日的重要性的同时，也强调恐跨暴力与种族、性别和阶级的内在联系。这体现在有色人种跨性别者，尤其是非裔与拉丁裔跨性别女性比其他跨性别者更可能遭受暴力。
理论家C.莱利·斯诺顿和金·哈里塔沃恩（英语：Jin Haritaworn）批评以有色人种跨性别者，尤其是这其中的女性倾向跨性别者的死亡为中心的图像与叙事是如何在包括跨性别追悼日在内的由白人同性恋和跨性别人士所主导的社会运动与空间中流传的。斯诺顿与哈里塔沃恩在提拉·亨特之死一案中观察到有色人种的女性倾向跨性别身体总是在其死后才会在主流讨论中出现；他们认为这一现象是跨性别恐惧与种族歧视的共同作用。

学者莎拉·兰博（英语：Sarah Lamble）认为跨性别追悼日对于集体哀悼的关注可能使其白人旁观者感觉自己对导致这些跨性别女性的死亡的暴力没有责任，而非造成这种悲剧的原因之一。兰博指出：
我们的任务是进一步推动不单单是跨性别追悼日而是我们在回想与面对暴力时的许多方面。我们当中谁都不是无辜的。我们纪念的方式必须能使我们认识到我们自己是如何参与在导致了这样的暴力的权力结构之中的。我们的责任是从同情逝者到承担责任，从同谋到反思，从见证到行动。仅仅纪念逝者是不够的——我们必须改变生者的行为。——莎拉·兰博，Lamble, 2008: Retelling racialized violence, remaking white innocence: The politics of interlocking oppressions in Transgender Day of Remembrance'
跨性别权益运动人士米尔哈·索莱尔·罗斯批评跨性别追悼日混淆了跨性别女性工作者遭到谋杀的动机。学者薇薇安·纳马斯特在一次采访中列举了多伦多许多因其性工作者的身份而遭到谋杀的跨性别性工作者的例子，并责难跨性别追悼日的组织者将这些因其性工作者的身份而死去的女性作为跨性别社群的殉道者。

## 各国政府的认可

### 加拿大
加拿大安大略省政府于2017年12月一致通过法案正式承认跨性别追悼日，并要求安大略省政府每年11月20日都要默哀一分钟。

### 美国
2020年，美国总统当选人乔·拜登承认跨性别追悼日并表示跨性别妇女所遭受的恐跨暴力是不可容忍的。2021年，美国总统乔·拜登和副总统贺锦丽发表声明称，“今年到目前为止，至少有46名美国跨性别者死于致命暴力”。拜登办公室还发布一份报告概述“拜登-哈里斯政府是如何推进跨性别和性别多样人士的安全、机会和包容的。”此外，拜登还呼吁美国参议院通过《平等法案》。
美国国务卿安东尼·布林肯也发表了一份声明，表达对2021年去世的跨性别者的哀悼。作为美国首席外交官，他说：“促进和保护LGBTQI+人士的人权是本届政府外交政策的优先事项。”
2021年11月18日，众议员阿亚娜·普雷斯利与国会LGBTQ平等核心小组的其他成员一起在众议院宣读了当年被谋杀的46名跨性别者的名字。

## 外部連結
- 那些秋叶 （页面存档备份，存于）：中文跨性别逝者纪念网站
- 纪念我们的逝者 （页面存档备份，存于）：英文跨性别逝者纪念网站
- 跨性別者的美麗與哀愁 （页面存档备份，存于）
- 跨性別者死難日 （页面存档备份，存于）